# Chobokwane
Chobokwane est un village du District de Ghanzi au Botswana.

## Situation
Chobokwane est situé au sud-ouest de Ghanzi, la capitale du district de Ghanzi.

## Démographie
La population du village était de 771 habitants lors du recensement de 2011.